# Distrikt Kimbiri
Der Distrikt Kimbiri liegt in der Provinz La Convención der Region Cusco in Südzentral-Peru. Der Distrikt wurde am 4. Mai 1990 gegründet. Er hat eine Fläche von 788 km². Beim Zensus 2017 lebten 15.962 Einwohner im Distrikt. Die Distriktverwaltung befindet sich in der am Ostufer des Río Apurímac an der Einmündung des Río Kimbiri auf einer Höhe von 739 m gelegenen Stadt Kimbiri. Dort befindet sich eine wichtige Straßenbrücke über den Fluss.

## Geographische Lage
Der Distrikt Kimbiri liegt im zentralen Westen der Provinz La Convención. Der Distrikt erstreckt sich auf einer Länge von etwa 34 km über das östliche Flusstal des Río Apurímac. Im Osten verläuft die Distriktgrenze hauptsächlich entlang der Wasserscheide der nördlichen Cordillera Vilcabamba, die dort Höhen von bis zu 4185 m erreicht.
Der Distrikt Kimbiri grenzt im Norden an die Distrikte Pichari und Río Tambo (Provinz Satipo), im Osten an den Distrikt Echarati und im Süden an den Distrikt Villa Kintiarina. Im Westen, am gegenüberliegenden Flussufer des Río Apurímac, befinden sich die Distrikte Anchihuay, Samugari, Santa Rosa und Ayna (alle vier in der Provinz La Mar in der Region Ayacucho).

## Im Gebiet des Distrikts geboren
- Percy Borda Huyhua (* 1994), peruanischer Quechua-Lehrer und Dichter